# (14463) McCarter
(14463) McCarter est un astéroïde de la ceinture principale.

## Description
(14463) McCarter est un astéroïde de la ceinture principale. Il fut découvert le 15 avril 1993 à Kitt Peak par le projet Spacewatch. Il présente une orbite caractérisée par un demi-grand axe de 2,31 UA, une excentricité de 0,12 et une inclinaison de 7,1° par rapport à l'écliptique.

## Compléments